# Bauhaus (hudební skupina)
Bauhaus byla britská post-punková a gothic rocková skupina, založená v roce 1978 v Northamptonu pod názvem Bauhaus 1919. Jejími původními členy byli Peter Murphy (zpěv), Daniel Ash (kytara), Kevin Haskins (bicí) a Chris Barber (baskytara). Barbera záhy po založení nahradil David J. Poprvé se skupina rozpadla po vydání čtyřech studiových alb v roce 1983. Její první reunion proběhl v roce 1998, druhý probíhal v letech 2005–2008, přičemž v posledním roce existence skupina vydala své páté a poslední studiové album. Roku 2018 odehráli Murphy a David J společné turné, při němž hráli písně kapely Bauhaus. V listopadu 2019 kompletní kapela Bauhaus odehrála několik společných vystoupení.

## Diskografie
Studiová alba
- In the Flat Field (1980)
- Mask (1981)
- The Sky's Gone Out (1982)
- Burning from the Inside (1983)
- Go Away White (2008)
- Crackle (best of, 2011)

Koncertní alba
- Press the Eject and Give Me the Tape (1982)
- Rest in Peace: The Final Concert (1992)
- Live in the Studio 1979 (1997)
- Gotham (1999)
- This Is for When (2009)